# Chael Sonnen
Chael Patrick Sonnen, född 3 april 1977. Han är en MMA-utövare som är mest känd för att ha tävlat i lätt tungviktsklassen och mellanviktsklassen i Ultimate Fighting Championship. Chael Sonnen tävlade också i organisationen Bellator, som är en konkurrerande organisation till UFC. Sonnen har gått matcher mot flera av världens genom tiderna mest framstående MMA-utövare så som Anderson Silva, Jon Jones och Fjodor Jemeljanenko.

## MMA-karriär
Chael Sonnen började träna MMA när han var 19 år och gick sin första match den 10 maj 1997 mot Ben Hailey. Sonnen var aktiv i en rad olika organisationer innan han gjorde sin UFC-debut mot Renato Sobral i UFC 55, en match han förlorade. Två matcher senare blev han släppt från UFC och kom inte tillbaka förrän UFC 95. Under tiden tävlade han bland annat i World Extreme Cagefighting (WEC) och Bodog Fight.
7 augusti 2010 utmanade han den regerande mästaren Anderson Silva för bältet i mellanviktsklassen. Sonnen ledde matchen på poäng men hamnade i en triangle choke i sista ronden. Han gav upp och matchen blev utsedd till kvällens fight och senare till årets fight av World MMA Awards.
Efter matchen mot Silva visade det sig att Sonnen hade väldigt höga testosteron-nivåer och blev sedermera avstängd och tvungen att betala böter.
Den 8 oktober gjorde Sonnen comeback efter sin avstängning och vann över Brian Stann i UFC 136. Han vann även över Michael Bisping innan han på nytt fick chansen att möta Anderson Silva. Den 7 juli möttes dem i UFC 148, en match som Sonnen ännu en gång förlorade. Han fick chansen att utmana den regerande lätt tungsviktsmästaren Jon Jones, en match Sonnen förlorade på TKO.
Den 11 juni 2014 meddelade Sonnen att han inte längre skulle tävla i MMA. NSAC avslöjade senare att Sonnen ännu en gång hade testat positivt för olagliga substanser, den tredje gången under sin karriär. Avslöjandet gjorde att Sonnen även förlorade sitt kontrakt som kommentator för UFC.